# Femmes de l'histoire allemande

Femmes de l'histoire allemande (Frauen der deutschen Geschichte en allemand) est une série de timbres d'usage courant émis en République fédérale d'Allemagne et à Berlin-Ouest de 1986 à 1990, et qui a continué après la réunification jusqu'à la dernière émission en janvier 2003.
En janvier 2005, elle a commencé à être remplacée par une nouvelle série : Fleurs (Blumen).

## Description
Les timbres de la série sont dessinés par Gerd Aretz.
Chaque timbre de cette série est bicolore sur fond blanc. Il représente le portait d'une femme célèbre de l'histoire allemande. Deux femmes autrichiennes ont été honorés par cette série : Lise Meitner et Bertha von Suttner. Les mentions du pays et de la valeur faciale sont imprimées dans une seconde couleur sur les côtés.
La mention du pays a varié :
- « Deutsche Bundespost » (poste fédérale allemande) de 1986 à 1990 en Allemagne de l'Ouest et de 1990 à 1995 en Allemagne unifiée,
- « Deutsche Bundespost - Berlin » de 1986 à 1990 à Berlin-Ouest,
- « Deutschland » (Allemagne) depuis 1995.

La monnaie dans laquelle est exprimée la valeur faciale a changé :
- de 1986 à 2000, la valeur est exprimée en pfennig et sans unité. Par exemple : « 100 » pour 100 pfennig ou 1 mark.
- de 2000 à 2001, double valeur en pfennig et en euro. Le symbole € est utilisé.
- depuis janvier 2002, elle est exprimée en euro, toujours avec le symbole €.

Les timbres de Berlin-Ouest ont été démonétisés le 31 décembre 1991 et les timbres fédéraux uniquement en deutsche Mark le 30 juin 2002.

## Liste des timbres émis
Sont donnés dans les deux premières colonnes les éléments visibles sur le timbre : la valeur faciale et le nom de la personnalité tel qu'il est écrit sur le timbre.

### Timbres de RFA et de Berlin-Ouest
| Photographie | Valeur en pfennig | Personnage                | Michel ; Yvert 2e ligne : timbre de Berlin-Ouest | Date d'émission                             | Couleurs (portrait, puis mentions) | Usages et commentaires                                      |
| ------------ | ----------------- | ------------------------- | ------------------------------------------------ | ------------------------------------------- | ---------------------------------- | ----------------------------------------------------------- |
|              | 5                 | Emma Ihrer                | 1405 ; 1237 833 ; 794                            | 9 février 1989                              | brun-rouge et gris-bleu            | Syndicaliste (1857-1911)                                    |
|              | 10                | Paula Modersohn-Becker    | 1359 ; 1191 806 ; 767                            | 14 avril 1988                               | brun et mauve                      | Peintre expressionniste (1876-1907)                         |
|              | 20                | Cilly Aussem              | 1365 ; 1192 811 ; 768                            | 5 mai 1988                                  | bleu-gris et carmin                | Championne de tennis (1909-1963)                            |
|              | 40                | Maria Sibylla Merian      | 1331 ; 1163 788 ; 749                            | 17 septembre 1987                           | lilas-brun et bleu-violet          | Peintre naturaliste (1647-1717)                             |
|              | 50                | Christine Teusch          | 1304 ; 1136 770 ; 731                            | 13 novembre 1986                            | vert-bleu et brun                  | Femme politique de Rhénanie-du-Nord-Westphalie (1888-1968)  |
|              | 60                | Dorothea Erxleben         | 1332 ; 1164 824 ; 785                            | 17 septembre 1987 Berlin : 10 novembre 1988 | violet et olive                    | Première femme médecin en Allemagne (1715-1762)             |
|              | 80                | Clara Schumann            | 1305 ; 1137 771 ; 732                            | 13 novembre 1986                            | brun-rouge et vert                 | Pianiste et compositeur (1819-1896)                         |
|              | 100               | Therese Giehse            | 1390 ; 1222 825 ; 786                            | 10 novembre 1988                            | gris-noir et brun-rouge            | Actrice (1898-1975)                                         |
|              | 120               | Elisabeth Selbert         | 1338 ; 1165 Non émis à Berlin                    | 6 novembre 1987                             | vert et brun-lilas                 | Une des quatre « mères » de la Loi fondamentale (1896-1966) |
|              | 130               | Lise Meitner              | 1366 ; 1193 812 ; 769                            | 5 mai 1988                                  | lilas et bleu                      | Physicienne nucléaire autrichienne (1878-1968)              |
|              | 140               | Cécile Vogt               | 1432 ; 1264 848 ; 811                            | 10 août 1989                                | brun-jaune et bleu                 | Neuropathologiste (1875-1962)                               |
|              | 170               | Hannah Arendt             | 1391 ; 1223 826 ; 787                            | 10 novembre 1988                            | sépia et vert                      | Philosophe (1906-1975)                                      |
|              | 180               | Lotte Lehmann             | 1427 ; 1259 844 ;                                | 13 juillet 1989                             | brun-violet et bleu                | Cantatrice (1888-1976)                                      |
|              | 240               | Mathilde Franziska Anneke | 1392 ; 1224 827 ; 788                            | 10 novembre 1988                            | bistre-olive et bleu-gris          | Écrivain et journaliste féministe (1817-1884)               |
|              | 250               | Luise von Preußen         | 1428 ; 1260 845 ;                                | 13 juillet 1989                             | bleu et carmin                     | Reine de Prusse (1776-1810)                                 |
|              | 300               | Fanny Hensel              | 1433 ; 1265 849 ; 812                            | 10 août 1989                                | vert et violet                     | Compositeur romantique (1805-1847)                          |
|              | 350               | Hedwig Dransfeld          | 1393 ; 1225 828 ; 789                            | 10 novembre 1988                            | brun-rouge et noir                 | Femme politique (1871-1925)                                 |
|              | 500               | Alice Salomon             | 1397 ; 1229 830 ; 791                            | 12 janvier 1989                             | brun-rouge et vert foncé           | Militante féministe (1872-1948)                             |

### Timbres d'Allemagne réunifiée
| Photographie                  | Valeur en pfennig | Personnage                | Michel ; Yvert | Date d'émission | Couleurs (portrait, puis mentions) | Usages et commentaires                                                     |
| ----------------------------- | ----------------- | ------------------------- | -------------- | --------------- | ---------------------------------- | -------------------------------------------------------------------------- |
|                               | 30                | Käthe Kollwitz            | 1488 ; 1320    | 8 janvier 1991  | brun-jaune et lilas                | Artiste (1867-1945)                                                        |
|                               | 70                | Elisabet Boehm            | 1489 ; 1321    | 8 janvier 1991  | olive et brun-rouge                | Fondatrice d'une association agricole féministe (1859-1943)                |
|                               | 80                | Rahel Varnhagen von Ense  | 1755 ; 1587    | 13 octobre 1994 | brun et bleu                       | Écrivain romantique (1771-1833)                                            |
|                               | 100               | Louise-Henriette d'Orange | 1756 ; 1588    | 13 octobre 1994 | jaune-olive et lilas               | Épouse de Frédéric-Guillaume, prince-électeur de Brandebourg (1627-1667)   |
|                               | 150               | Sophie Scholl             | 1497 ; 1329    | 14 février 1991 | bleu et brun-rouge                 | Résistante (1921-1943)                                                     |
|                               | 200               | Bertha von Suttner        | 1498 ; 1330    | 14 février 1991 | brun-orange et brun                | Pacifiste et écrivain autrichienne, prix Nobel de la paix 1905 (1843-1914) |
|                               | 400               | Charlotte von Stein       | 1582 ; 1414    | 9 janvier 1992  | noir et carmin                     | Amie de Goethe et Schiller (1742-1827)                                     |
|                               | 450               | Hedwig Courths-Mahler     | 1614 ; 1442    | 11 juin 1992    | marine et turquoise                | Écrivain (1867-1950)                                                       |
| Mention du pays : Deutschland |                   |                           |                |                 |                                    |                                                                            |
|                               | 100               | Elisabeth Schwarzhaupt    | 1955 ; 1787    | 16 octobre 1997 | orange et vert                     | Ministre fédérale (1901-1986)                                              |
|                               | 110               | Marlene Dietrich          | 1939 ; 1769    | 14 août 1997    | brun et violet                     | Actrice de cinéma (1901-1992)                                              |
|                               | 220               | Marie Elisabeth Lüders    | 1940 ; 1773    | 28 août 1997    | bleu et bleu-vert                  | Parlementaire (1878-1966)                                                  |
|                               | 300               | Maria Probst              | 1956 ; 1788    | 16 octobre 1997 | brun-jaune et bleu                 | Députée de 1949 à sa mort (1902-1967)                                      |
|                               | 440               | Gret Palucca              | 2014 ;         | 8 octobre 1998  |                                    | Danseuse de ballet (1902-1993)                                             |

### Timbres avec valeur faciale en euro
| Photographie                         | Valeur       | Personnage                  | Michel ; Yvert | Date d'émission  | Couleurs (portait, puis mentions) | Usages et commentaires                     |
| ------------------------------------ | ------------ | --------------------------- | -------------- | ---------------- | --------------------------------- | ------------------------------------------ |
| Valeur faciale en pfennig et en euro |              |                             |                |                  |                                   |                                            |
|                                      | 100 - 0,51 € | Grethe Weiser               | 2149 ; 1981    | 9 nov. 2000 -    | vert et brun                      | Comédienne (1903-1970)                     |
|                                      | 110 - 0,56 € | Käte Strobel                | 2150 ; 1982    | 9 nov. 2000 -    | brun-rouge et brun                | Ministre fédérale (1907-1996)              |
|                                      | 220 - 1,12 € | Marieluise Fleißer          | 2158 ; 1990    | 11 janv. 2001 -  | brun et vert foncé                | Écrivain (1901-1974)                       |
|                                      | 300 - 1,53 € | Nelly Sachs                 | 2159 ; 1991    | 11 janv. 2001 -  | violet foncé et brun fondé        | Prix Nobel de littérature (1891-1970)      |
| Valeur faciale en euro uniquement    |              |                             |                |                  |                                   |                                            |
|                                      | 0,45 €       | Annette von Droste-Hülshoff | 2295 ;         | 27 décembre 2002 |                                   | Poète (1797-1848)                          |
|                                      | 0,55 €       | Hildegard Knef              | 2296 ;         | 27 décembre 2002 |                                   | Actrice, chanteuse et écrivain (1925-2001) |
|                                      | 1,00 €       | Marie Juchacz               | 2305 ;         | 16 janvier 2003  |                                   | Militante social-démocrate (1879-1956)     |
|                                      | 1,44 €       | Esther von Kirchbach        | 2297 ;         | 27 décembre 2002 |                                   | Écrivain (1894-1946)                       |

### Sources
- Catalogues de timbres : Michel (Allemagne), Stanley Gibbons (site internet), Yvert et Tellier (Europe de l'Ouest).